# Hutch Miodowe Serce (film)
Hutch Miodowe Serce (jap. 昆虫物語 みつばちハッチ〜勇気のメロディ〜 Konchū Monogatari: Mitsubachi Hatchi: Yūki no Merodī) – japoński film animowany z 2010 roku w reżyserii Tetsurō Amino. Film jest remakiem serialu anime The Adventures of Hutch the Honeybee z lat 1989–1990 (w amerykańskiej wersji z 1995 roku jako Honeybee Hutch).
Premiera filmu w Polsce odbyła się 10 września 2011 roku w TV Puls.

## Fabuła
Film opowiada o przygodach małego trutnia imieniem Hutch. Główny bohater, choć jest pszczelim księciem samotnie wyrusza na poszukiwanie królowej pszczół. Kiedy dorasta, poznaje nowych przyjaciół, odkrywa cuda natury oraz prawdziwe znaczenie odwagi.

## Wersja polska
Udźwiękowienie wersji polskiej: na zlecenie Polmedia – Studio Sonido

Reżyseria i kierownictwo produkcji: Tomasz Niezgoda

Tłumaczenie: Jacek Wasilewski

Wystąpili:
- Józef Mika – Hutch
- Joanna Jabłczyńska – Amy
- Piotr Warszawski
- Milena Suszyńska
- Mieczysław Morański
- Jarosław Boberek
- Olga Szomańska
- Tomasz Bednarek